# Arnold V van Loon
Arnold V (12?? – 22 augustus 1328) was graaf van het graafschap Loon van 1279 tot 1323. Hij was vanaf 1299 tevens graaf van het graafschap Chiny (later gelegen in Luxemburg) en het Naamse Agimont. Hij was in 1280 gehuwd met Margaretha van Vianden, dochter van graaf Filips I van Vianden. Van Loon was een zoon van Jan van Loon (-1279) en  Mathilde van Gulik, een dochter van graaf Willem IV van Gulik.
Arnold richtte in 1295 een Loons eigenhof (of allodiaal hof) op. Hiervoor zouden alle allodia verschijnen die binnen het graafschap waren gelegen. Hij probeerde daardoor de impact van het Casa Dei, het Luiks eigenhof, te verminderen.
Toen zijn oom Lodewijk kinderloos overleed in 1299, verwierf Arnold het graafschap Chiny.
Arnold was verbonden aan de Vlaamse partij omdat hij leenman was van Gwijde van Dampierre, de graaf van Vlaanderen, voor Agimont. Toen het bij de Guldensporenslag op 11 juli 1302 tot een confrontatie kwam tussen Gwijde en koning Filips IV van Frankrijk, was hij niet aanwezig met zijn strijdmacht. Zoals zovele anderen geloofde hij waarschijnlijk niet in de overwinning en maakte hij een omweg en bracht een bezoek aan Jan II, hertog van Brabant. Arnold was bondgenoot van diens vader, Jan I van Brabant onder meer tijdens de slag bij Woeringen omdat zijn aartsvijand, de prins-bisschop van Luik zich in het andere kamp bevond. Twee van Arnolds leenmannen, Willem en Jan van Pietersheim, namen wel deel aan de Guldensporenslag.
In 1313 deed Arnold afstand van Chiny ten gunste van zijn zoon Lodewijk IV en in 1323 droeg hij hem ook Loon over.

## Kinderen
Arnold en Margaretha kregen 5 kinderen:
- Lodewijk IV die de volgende graaf van Loon werd.
- Mathilde van Loon (1282-1313) kreeg het Land van Vogelsanck, bestaande uit Zonhoven, Zolder, Houthalen en het zuidelijk deel van Heusden in 1308 als bruidsschat van haar vader wanneer zij Godfried van Heinsberg (de vader van Diederik van Heinsberg) huwde. Tot aan het Franse bewind zouden deze gebieden deel blijven uitmaken van het Land van Vogelzang dat een vrije baronie werd omstreeks 1600.
- Johanna van Loon die trouwde met Willem van Oreye, heer van Rummen. Arnold van Rummen was een zoon uit dit huwelijk.
- Margaretha van Loon die trouwde in 1328 à Willem van Neufchâteau.
- Maria van Loon die trouwde met Everhard I van der Mark.

## Voorouders
| Voorouders van Arnold V van Loon | Voorouders van Arnold V van Loon                           | Voorouders van Arnold V van Loon                           | Voorouders van Arnold V van Loon                                     | Voorouders van Arnold V van Loon                                     | Voorouders van Arnold V van Loon                                   | Voorouders van Arnold V van Loon                                   | Voorouders van Arnold V van Loon                                           | Voorouders van Arnold V van Loon                                           |
| -------------------------------- | ---------------------------------------------------------- | ---------------------------------------------------------- | -------------------------------------------------------------------- | -------------------------------------------------------------------- | ------------------------------------------------------------------ | ------------------------------------------------------------------ | -------------------------------------------------------------------------- | -------------------------------------------------------------------------- |
| Overgrootouders                  | Gerard III van Rieneck (-) ∞ Kunigunda van Zimmern (-)     | Gerard III van Rieneck (-) ∞ Kunigunda van Zimmern (-)     | Lodewijk IV van Chiny (1180-1226) ∞ Mathilde van Avesnes (1190-1237) | Lodewijk IV van Chiny (1180-1226) ∞ Mathilde van Avesnes (1190-1237) | Willem III van Gulik (-1218) ∞ 1224 Mathilde van Limburg (-)       | Willem III van Gulik (-1218) ∞ 1224 Mathilde van Limburg (-)       | Gerard III van Gelre (1185-1229) ∞ 1228 Margaretha van Brabant (1190-1231) | Gerard III van Gelre (1185-1229) ∞ 1228 Margaretha van Brabant (1190-1231) |
| Grootouders                      | Arnold IV van Loon (-1273) ∞ Johanna van Chiny (1205-1271) | Arnold IV van Loon (-1273) ∞ Johanna van Chiny (1205-1271) | Arnold IV van Loon (-1273) ∞ Johanna van Chiny (1205-1271)           | Arnold IV van Loon (-1273) ∞ Johanna van Chiny (1205-1271)           | Willem IV van Gulik (1210–1278) ∞ Margaretha van Gelre (1235-1266) | Willem IV van Gulik (1210–1278) ∞ Margaretha van Gelre (1235-1266) | Willem IV van Gulik (1210–1278) ∞ Margaretha van Gelre (1235-1266)         | Willem IV van Gulik (1210–1278) ∞ Margaretha van Gelre (1235-1266)         |
| Ouders                           | Jan van Loon (–1279) ∞ Mathilde van Gullik (1235-1266)     | Jan van Loon (–1279) ∞ Mathilde van Gullik (1235-1266)     | Jan van Loon (–1279) ∞ Mathilde van Gullik (1235-1266)               | Jan van Loon (–1279) ∞ Mathilde van Gullik (1235-1266)               | Jan van Loon (–1279) ∞ Mathilde van Gullik (1235-1266)             | Jan van Loon (–1279) ∞ Mathilde van Gullik (1235-1266)             | Jan van Loon (–1279) ∞ Mathilde van Gullik (1235-1266)                     | Jan van Loon (–1279) ∞ Mathilde van Gullik (1235-1266)                     |
| Arnold V van Loon (-1328)        |                                                            |                                                            |                                                                      |                                                                      |                                                                    |                                                                    |                                                                            |                                                                            |

Frank DECAT, Heren van de Euregio. Hoe Loon en zijn graven het Middeleeuwse Maas-Rijngebied mee vorm gaven. 1150-1300.
In: Limburg – Het Oude Land van Loon, jg. 95, 2016, blz. 199-245.